# Red Bull RB9
De Red Bull RB9 is een Formule 1-auto, die in 2013 wordt gebruikt door het Formule 1-team van Red Bull.

## Onthulling
De RB9 werd op 3 februari 2013 onthuld in Milton Keynes. De auto zal worden bestuurd door regerend wereldkampioen Sebastian Vettel en Mark Webber. Hungry Heidi, zoals Vettel zijn chassis noemt, brengt hem zijn vierde opeenvolgende wereldtitel.

## Resultaten
| Resultaat                       |
| ------------------------------- |
| Winnaar                         |
| Tweede plaats                   |
| Derde plaats                    |
| Gefinisht (punten behaald)      |
| Gefinisht (geen punten behaald) |
| Niet geklasseerd (NC)           |
| Uitgevallen (DNF)               |
| Niet gekwalificeerd (DNQ)       |
| Gediskwalificeerd (DSQ)         |
| Niet gestart (DNS)              |
| Gewond (INJ)                    |
| Uitgesloten (EX)                |
| Teruggetrokken (WD)             |
| Niet deelgenomen (blanco cel)   |
| P Pole position                 |
| S Snelste ronde                 |

| Jaar | Chassis | Motor                | Banden | Coureurs         | 1   | 2   | 3   | 4   | 5   | 6   | 7   | 8   | 9   | 10  | 11  | 12  | 13  | 14  | 15  | 16  | 17  | 18  | 19  | Punten | WK-plaats |
| ---- | ------- | -------------------- | ------ | ---------------- | --- | --- | --- | --- | --- | --- | --- | --- | --- | --- | --- | --- | --- | --- | --- | --- | --- | --- | --- | ------ | --------- |
| 2013 | RB9     | Renault RS27-2013 V8 | P      |                  | AUS | MAL | CHN | BHR | ESP | MON | CAN | GBR | GER | HUN | BEL | ITA | SIN | KOR | JPN | IND | ABU | USA | BRA | 596    | Goud      |
| 2013 | RB9     | Renault RS27-2013 V8 | P      | Sebastian Vettel | 3P  | 1P  | 4S  | 1S  | 4   | 2S  | 1PS | DNF | 1   | 3   | 1PS | 1P  | 1PS | 1PS | 1   | 1P  | 1   | 1PS | 1P  | 596    | Goud      |
| 2013 | RB9     | Renault RS27-2013 V8 | P      | Mark Webber      | 6   | 2   | DNF | 7   | 5   | 3   | 4S  | 2S  | 7   | 4S  | 5   | 3   | 15  | DNF | 2PS | DNF | 2P  | 3   | 2S  | 596    | Goud      |

Red Bull RB9 ·
Ferrari F138 ·
McLaren MP4-28 ·
Lotus E21 ·
Mercedes F1 W04 ·
Sauber C32 ·
Force India VJM06 ·
Williams FW35 ·
Toro Rosso STR8 ·
Caterham CT03 ·
Marussia MR02